# Panthermobile
La Panthermobile est une voiture d'exposition construite pour la série télévisée de dessins animés La  Panthère rose.

## Description
Appelée « le véhicule le plus flamboyant du monde », la voiture personnalisée rose vif a été conçue par Ed Newton (en) et construite en 1969 au Bob Reisner California Show Cars par Ed Newton, Dan Woods et les personnalisateurs Joe Bailon (en), Bill Hines (en), et Bill Honda,,. Ce modèle a été utilisé dans les séquences de titre et de générique du dessin animé original.
C'était l'une des nombreuses voitures de série télévisée célèbres aux États-Unis, comme la Batmobile, la Monkeemobile (en) ou la Munster Koach (en), et l'une des nombreuses voitures personnalisées de façon originale à cette époque, telles que Red Baron (en).
La construction de la Panthermobile a coûté 100 000 $ en 1976, soit 514 000 $ en 2022.

## Caractéristiques
Construit sur un châssis d'Oldsmobile Toronado, le véhicule mesurait 7 mètres de long et 183 cm de large, avec un compartiment de conduite ouvert obligeant le conducteur à porter un casque. Au lieu de rétroviseurs, le conducteur disposait d’une caméra et d’un écran de télévision en noir et blanc. La carosserie était en tôle.
Derrière le cockpit ouvert se trouvait un compartiment, accessible par une grande portière antagoniste s'ouvrant côté trottoir sur des sièges inclinables recouverts de poils roses, des tissus d'ameublement à capitonnage carré, une demi-douzaine d'oreillers en fourrure synthétique, un téléphone mobile et un bar. Le revêtement a été réalisé par Joe Perez.
Le moteur Oldsmobile V8 de sept litres, monté longitudinalement juste derrière la tête du conducteur entraînait les roues avant.
La voiture était difficile à conduire en raison de son long capot.
Pendant de nombreuses années, la voiture a appartenu au promoteur Jay Ohrberg avant d'être mise aux enchères en 2007. Elle a de nouveau été mise aux enchères en 2011, achetée et restaurée par Galpin Auto Sports à Los Angeles, en Californie, sous la supervision de Dave Shuten,. Une restauration complète de la transmission, de la suspension, de l'intérieur et de la peinture de la voiture était nécessaire.